# Essunga (plaats)
Essunga is een plaats in de gemeente Essunga in het landschap Västergötland en de provincie Västra Götalands län in Zweden. De plaats heeft 145 inwoners (2005) en een oppervlakte van 21 hectare.